# Street rod
Street rod is een motorfietsclassificatie.
Een street rod is een stoplichtsprinter, een motorfiets met een flink vermogen, bij voorkeur zonder stroomlijnkuip.
Voorbeelden: Yamaha V-Max, Buell Lightning S1. Ook wel Hot rod genoemd. De Streed rod ligt erg dicht bij de Power Cruiser.